# Speocyclops
Speocyclops – rodzaj widłonogów z rodziny Cyclopidae. Nazwa naukowa tego rodzaju skorupiaków została opublikowana w 1937 roku przez niemieckiego zoologa Friedricha Kiefera.

## Podział systematyczny
Do rodzaju należą następujące gatunki:

- Speocyclops anomalus Chappuis & Kiefer, 1952
- Speocyclops arregladensis Chappuis & Kiefer, 1952
- Speocyclops atropatenae Monchenko, 2010
- Speocyclops cantabricus Lescher-Moutoué, 1976
- Speocyclops castereti Lindberg, 1954
- Speocyclops cerberus (Chappuis, 1934)
- Speocyclops cinctus Monchenko, 1983
- Speocyclops colchidanus (Borutzky, 1930)
- Speocyclops creticus Lindberg, 1957
- Speocyclops demetiensis (Scourfield, 1932)
- Speocyclops fontinalis Fiers, 2005
- Speocyclops gallicus Chappuis & Kiefer, 1952
- Speocyclops hellenicus Lindberg, 1953
- Speocyclops infernus (Kiefer, 1930)
- Speocyclops italicus Kiefer, 1938
- Speocyclops kieferi Lescher-Moutoué, 1968
- Speocyclops lindbergi Damian, 1957
- Speocyclops lussianus Borutzky, 1950
- Speocyclops montenigrinus Petkovski, 1955
- Speocyclops orcinus Kiefer, 1937
- Speocyclops plutonis Kiefer, 1937
- Speocyclops proserpinae Kiefer, 1937
- Speocyclops psezuapsensis Borutzky, 1965
- Speocyclops racovitzai (Chappuis, 1923)
- Speocyclops rhodopensis Pandourski, 1992
- Speocyclops sardus Lindberg, 1956
- Speocyclops sebastianus Kiefer, 1937
- Speocyclops sisyphus Kiefer, 1937
- Speocyclops spelaeus Kiefer, 1937
- Speocyclops tauricus Borutzky, 1965
- Speocyclops troglodytes (Chappuis, 1923)